# Liste der Kulturdenkmäler in Weiden (Landkreis Birkenfeld)
In der Liste der Kulturdenkmäler in Weiden sind alle Kulturdenkmäler der rheinland-pfälzischen Ortsgemeinde Weiden aufgeführt. Grundlage ist die Denkmalliste des Landes Rheinland-Pfalz (Stand: 12. Juni 2023).

## Einzeldenkmäler
| Bezeichnung         | Lage               | Baujahr         | Beschreibung                                                                        | Bild            |
| ------------------- | ------------------ | --------------- | ----------------------------------------------------------------------------------- | --------------- |
| Evangelische Kirche | Schulstraße Lage   | 1930–35         | Saalbau mit Dachreiter, 1930–35, Türrahmen bezeichnet 1764 (Spolie); barocke Kanzel | Fotos hochladen |
| Quereinhaus         | Schulstraße 8 Lage | 18. Jahrhundert | Quereinhaus, teilweise verschiefert, 1854, im Kern aus dem 18. Jahrhundert          | BW              |